# Rainer Willmann
Rainer Willmann (* 1950) ist ein deutscher Zoologe.

## Leben
Nach dem Studium der Paläontologie, Geologie, Zoologie und Limnologie an der Universität Kiel ab 1969 und einer Diplomprüfung im Fach Geologie 1974 wurde Willmann im Jahr 1979 zum Dr. rer. nat. promoviert, 1985 habilitierte er sich.
Von 1985 bis 1990 war er Heisenberg-Stipendiat der Deutschen Forschungsgemeinschaft. Von 1988 bis 1990 arbeitete er überwiegend am British Museum (Natural History), London. Als außerplanmäßiger Professor arbeitete er ab 1990 an der Universität Kiel, im Jahr 1993 erfolgte die Berufung auf den Lehrstuhl für Zoologie an der Universität Göttingen. Dort ist Willmann Inhaber des Lehrstuhls für Morphologie, Systematik und Evolutionsbiologie am Institut für Zoologie und Anthropologie Göttingen und Direktor des dortigen Zoologischen Museums.
1999/2000 war er Dekan der Biologischen Fakultät der Universität Göttingen und Initiator und Mitbegründer des Göttinger Zentrums für Biodiversitätsforschung und Ökologie.
Willmann ist Herausgeber der Zeitschrift Species, Phylogeny and Evolution.

## Mitgliedschaften
- 1982–1994: Mitglied im Beirat für Umwelt- und Naturschutz der Stadt Neumünster
- 1990–1996: Mitglied im Wissenschaftlichen Beirat des Museums und Forschungsinstituts Alexander Koenig, Bonn
- 1996–1999: Stellvertretender Vorsitzender im „Network on Fossil Insects“ der European Science Foundation
- seit 1999: Mitglied im Beirat des Deutschen Entomologischen Instituts, Eberswalde.
- seit 2002: Mitglied des Wissenschaftlichen Beirates des Naturkundemuseums Berlin
- 1995–1996: Schriftführer / 1997–1999: Beiratsmitglied der Paläontologischen Gesellschaft

## Auszeichnungen
- Preis der Mathematisch-naturwissenschaftlichen Fakultät der Universität Kiel (1979)
- Förderpreis der Greve-Stiftung der Joachim-Jungius-Gesellschaft der Wissenschaften zu Hamburg (1990)
- Honorary Founding Fellow der Willi Hennig Society (2000)

## Schriften
- Evolution, Systematik und stratigraphische Bedeutung der neogenen Süsswassergastropoden von Rhodos und Kos, Ägäis. Hochschulschrift. Universität Kiel, Fachbereich Mathematik und Naturwissenschaften, 1979 (Dissertation)
- Evolution und phylogenetisches System der Mecoptera (Insecta, Holometabola). Hochschulschrift. Universität Kiel, 1985 (Habilitationsschrift)
- Die Art in Raum und Zeit. Das Artkonzept in der Biologie und Paläontologie. Parey, Berlin/Hamburg 1985, ISBN 3-489-62134-4.
- (als Mitverfasser): Stadtbiotopkartierung Neumünster. Ergebnisse und Perspektiven. Auftraggeber: Der Oberbürgermeister der Stadt Neumünster, Amt für Umwelt und Ordnung, Neumünster 1986.
- Muscheln und Schnecken der Nord- und Ostsee. 310 S., Neumann-Neudamm, Melsungen 1989, ISBN 3-7888-0555-2.
- [Wissenschaftliche Bearbeitung]: Albertus Seba: Das Naturalienkabinett. Nach dem Original aus der Koninklijke Bibliotheek, Den Haag. Vollständige Ausgabe der kolorierten Tafeln 1734 – 1765 (= Locupletissimi rerum naturalium thesauri 1734 – 1765). Taschen, Köln/London/Madrid/New York/Paris/Tokyo 2001, ISBN 978-3-8228-5505-8.
- Das Zoologische Museum der Universität Göttingen. In: „Ganz für das Studium angelegt.“ Die Museen, Sammlungen und Gärten der Universität Göttingen. Wallstein Verlag, Göttingen 2001, ISBN 3-89244-452-8, S. 249–259.
- [Wissenschaftliche Bearbeitung]: Die Evolution der Pflanzen und Tiere. Die Entwicklung des Lebens im Überblick. Tafel (84 × 60 cm), Planet-Poster-Edition, Göttingen 2005, ISBN 978-3-933922-42-7.
- Darwin, Huxley und die Frauen. Budrich, Opladen/Farmington Hills (Michigan) 2009, ISBN  978-3-86649-232-5.
- Ernst Haeckel : Biologe, Künstler, Philosoph und Freidenker. Stuttgart: S. Hirzel Verlag, 2023. ISBN 978-3-7776-2900-1.